# Эрштрем, Эдуард Андреевич
Эдуард Андреевич Эрштрем (1862—1922) — юрист, статс-секретарь по делам Финляндии.
Родителями Эрштрема были управляющий банком Андрей Эрштрем и Хелена фон Барневиц.
В 1883 году окончил Училище правоведения. Поступил на службу в кодификационный отдел при Государственном совете. На этой должности оставался до 1886 года, с октября 1884 по май 1885-го находился в командировке, в распоряжении статс-секретаря М. С. Каханова для занятий в состоявшей под его председательством комиссии по реформе местного управления.
В 1886 году был назначен товарищем Лифляндского губернского прокурора, в 1889-го — товарищем прокурора вновь открытого Рижского окружного суда. В 1891 году переведён на ту же должность в Петербургский окружной суд. В 1895 году перешёл на службу в центральное управление Министерства юстиции, где прошёл должности начальника отделения и юрисконсульта.
В 1900 году назначен товарищем обер-прокурора Уголовного кассационного департамента Правительствующего сената, а в марте того же года перешел на службу в Финляндский статс-секретариат управляющим его канцелярией. В 1902 году назначен на должность товарища министра статс-секретаря Великого княжества Финляндского. После убийства В. К. Плеве и отставки К. К. Линдера исполнял обязанности статс-секретаря. В 1906 году — сенатор, присутствующий в Судебном департаменте Сената.
С января 1910 году принимал деятельное участие в жизни местного городского самоуправления в качестве гласного Петербургской городской думы.